# Serò
Serò (Seò in dialetto locale) è una frazione di 100 abitanti nel comune di Zignago, nell'alta Val di Vara, in provincia della Spezia.

## Storia
In località Novà, il 29 dicembre 1827, venne ritrovata la prima statua stele lunigianese con su inciso 𐌌𐌄𐌆𐌡𐌍𐌄𐌌𐌡𐌑𐌡𐌔, traslitterato in caratteri latini MEZVNEMVSVS, che secondo gli storici potrebbe derivare dall'antica lingua ligure, attualmente conservata presso il Museo di archeologia ligure di Genova Pegli.

## Monumenti e luoghi d'interesse

### Architetture religiose
- Chiesa parrocchiale di San Martino Vescovo.

## Cultura

### Istituzioni, enti e associazioni
- Circolo Culturale e Ricreativo di Serò.

## Galleria d'immagini

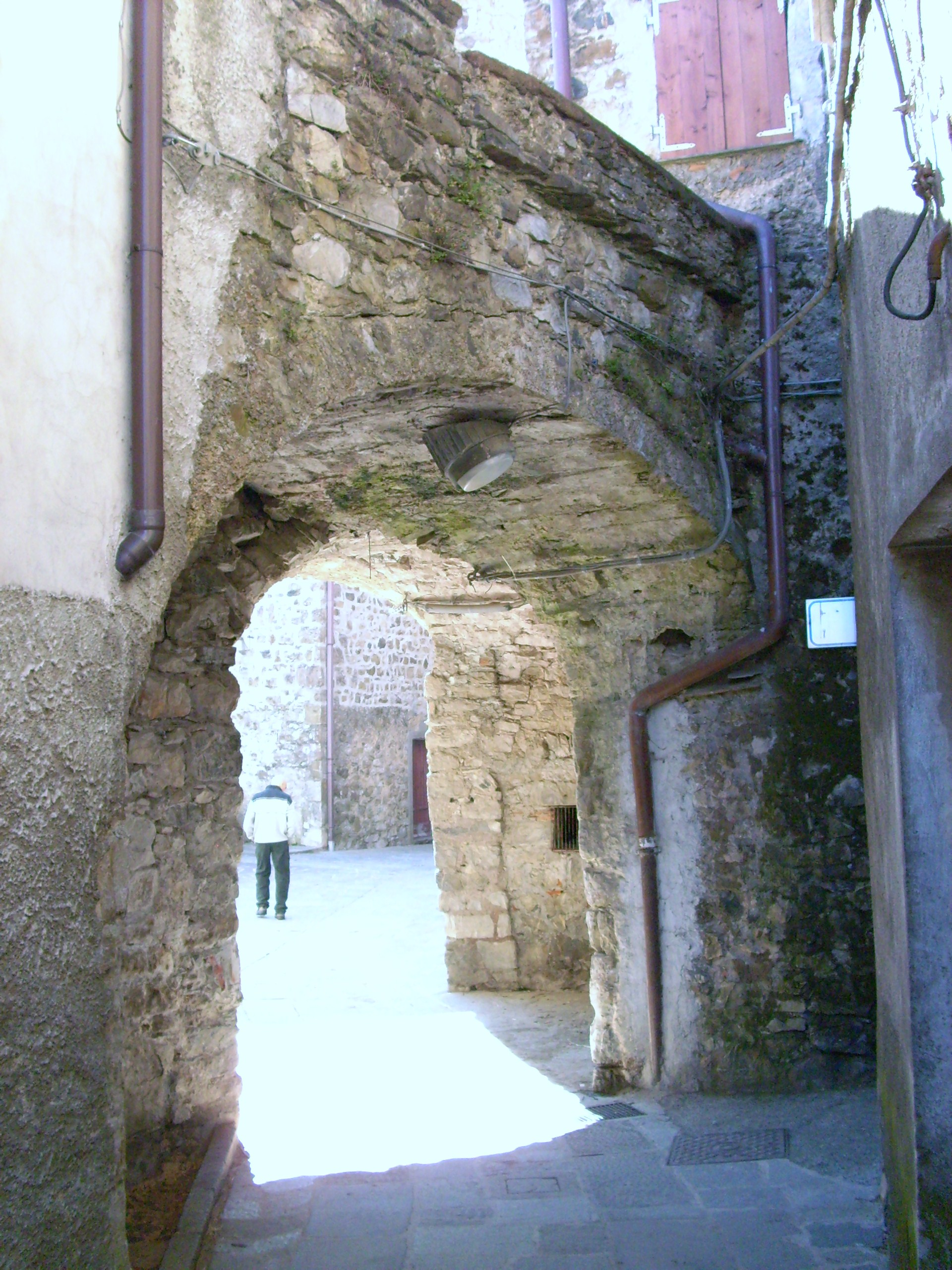
Arco presso il centro storico
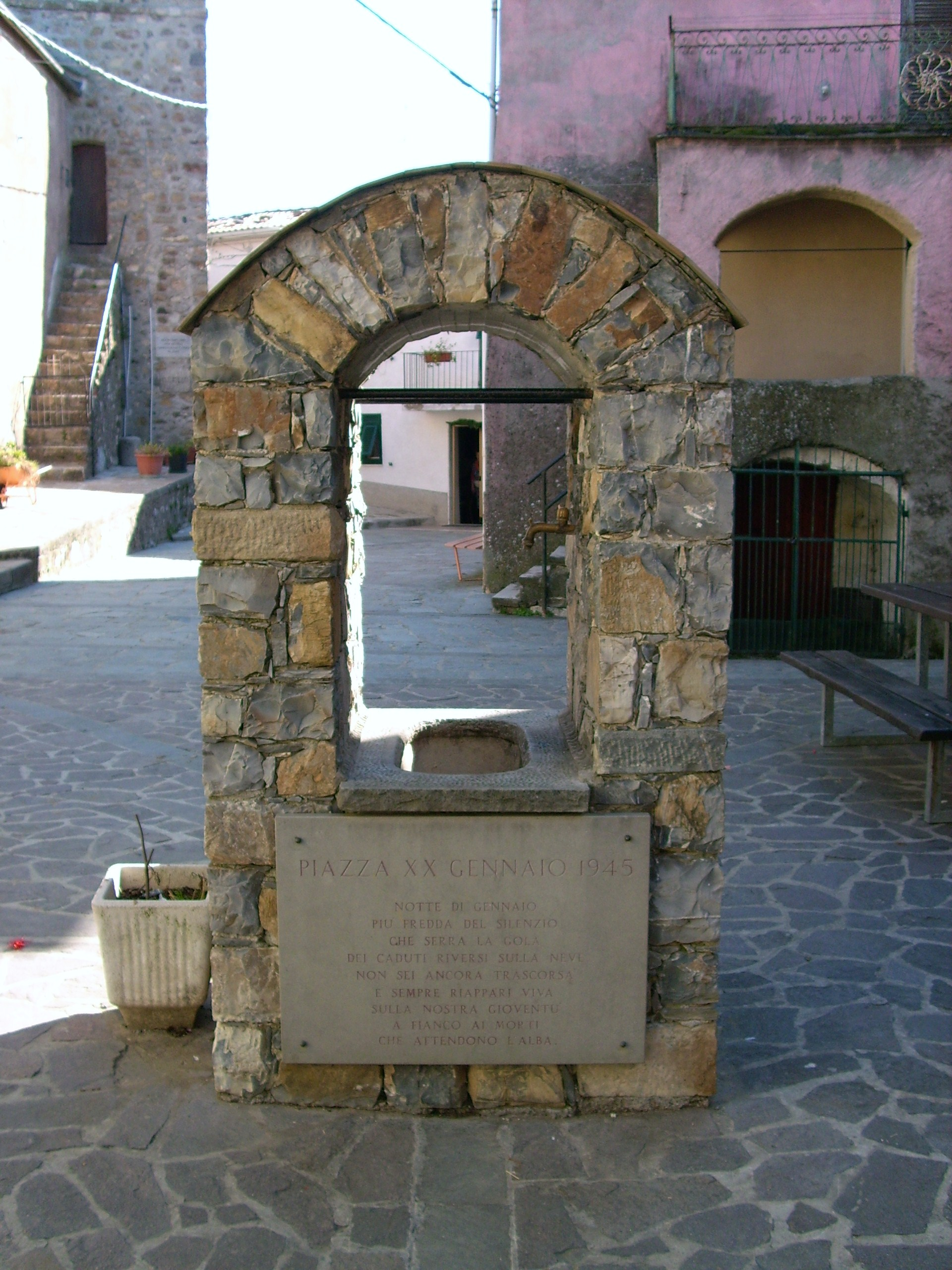
Pozzo